# Progetto per un nuovo secolo americano
Il Progetto per un nuovo secolo americano o PNAC (Project for the New American Century) è un centro di ricerca con sede a Washington. Tra i suoi fondatori spiccano Dick Cheney e Donald Rumsfeld.
I membri odierni e precedenti includerebbero svariati deputati del Partito Repubblicano e dell'amministrazione Bush, compresi Paul Wolfowitz, Jeb Bush, Richard Perle, Richard Armitage, Lewis Libby, William J. Bennett, Zalmay Khalilzad, Michael Ledeen e Ellen Bork (moglie di Robert Bork). Gran parte delle idee del PNAC e dei suoi membri sono associati col movimento neoconservatore.
Nell'organigramma del PNAC figurano sette membri del personale a tempo pieno, che si aggiungono al suo consiglio di amministrazione.

## Storia
Iniziò i suoi primi passi nella primavera del 1997 in forma di organizzazione non profit, con lo scopo di promuovere "La leadership globale americana". Il presidente è William Kristol, direttore di "The Weekly Standard" nonché firma della TV Fox News. L'iniziativa di costituirlo è partita dal New Citizenship Project, un'organizzazione non-profit finanziata dalla Sarah Scaife Foundation, dalla John M. Olin Foundation e dalla Bradley Foundation
Il PNAC e i suoi membri hanno insistito a lungo affinché gli Stati Uniti abbandonassero il trattato per la limitazione dei missili anti-balistici (Anti-Ballistic Missile Treaty - 1972), stipulato fra gli USA e l'Unione Sovietica, da cui gli USA si sono tirati indietro nel 2002. Il PNAC propose anche di puntare al controllo dei nuovi "territori internazionali" dello spazio e del "cyberspazio" e perorò la creazione di un nuovo servizio militare - Forze Spaziali U.S.A. - con la missione del controllo spaziale. Nel 1998 Donald Rumsfeld presiedette una commissione bipartitica sul Trattato USA per i missili balistici volta al raggiungimento di questi obiettivi. Alcuni analisti discutono sul fatto che la guerra USA contro l'Iraq, cominciata nel marzo 2003 con nome in codice "operazione Iraq libero", non sia altro che il primo passo verso l'attuazione di questi obiettivi.

### Il rapportoRicostruire le difese dell'Americadel 2000
Nel settembre 2000, il PNAC pubblicò un rapporto di novanta pagine intitolato Ricostruire le difese dell'America: strategie, forze e risorse per un nuovo secolo, proseguendo "nella convinzione che l'America dovrebbe cercare di preservare ed estendere la sua posizione di leadership globale mantenendo la superiorità delle forze armate USA". Il rapporto è stato argomento di molte discussioni e analisi.
Il gruppo è dell'idea che quando la diplomazia o le sanzioni falliscono, gli Stati Uniti dovrebbero essere preparati ad intraprendere azioni militari. Il PNAC dibatte sul fatto che l'attuale spiegamento di forze da guerra fredda sia obsoleto e che tale spiegamento deve riflettere i compiti post-guerra fredda che le forze USA sono state chiamate a portare avanti.
Compiti di polizia come il mantenimento della pace nei Balcani e l'imposizione di zone interdette al volo in Iraq hanno logorato e ridotto la prontezza delle forze USA. Il PNAC raccomanda l'invio di un nuovo dispiegamento di forze USA presso nuove e permanenti basi militari strategicamente collocate. Basi permanenti semplificano gli sforzi delle forze armate, consentendo di mantenersi pronti e di ridurre il movimento delle flotte. Inoltre l'esercito dovrebbe essere ampliato, equipaggiato e addestrato per i ruoli di peacekeeping che è chiamato a svolgere in modo sempre crescente. Queste forze di polizia globali dovrebbero avere la facoltà di salvaguardare la legge e l'ordine nel mondo in accordo con gli interessi degli Stati Uniti. Il PNAC sostiene anche che il governo degli Stati Uniti dovrebbe avvantaggiarsi della sua superiorità militare ed economica per guadagnare una incontestabile superiorità attraverso tutti i mezzi possibili, comprese le forze militari.
Nel testo in questione, a proposito del processo di trasformazione della difesa e della strategia USA, troviamo una precisazione cruciale, molto dibattuta alla luce dei successivi eventi degli attentati dell'11 settembre 2001: «Inoltre, il processo di trasformazione, anche se porterà un cambiamento rivoluzionario, risulterà molto lungo, se non si dovesse verificare un evento catastrofico e catalizzante, come una nuova Pearl Harbor» 

### La posizione del PNAC sulla presenza militare in Iraq
Il rapporto del 2000 Ricostruire le difese dell'America raccomanda di migliorare la pianificazione e lo spiegamento militare in Iraq per ridurre gli sforzi dovuti all'imposizione della zona interdetta al volo (no fly zone) e alleggerire le portaerei. Il gruppo usa il successo degli Stati Uniti nella guerra del Golfo come esempio del perché il mondo necessita della potenza militare americana. Proseguendo, il rapporto dichiara che "mentre il conflitto irrisolto in Iraq fornisce un'immediata giustificazione (per la presenza militare USA), la necessità di una presenza sostanziale delle forze americane nel Golfo trascende la questione del regime di Saddam Hussein" e "inoltre sul lungo termine, l'Iran può dimostrarsi una grossa minaccia agli interessi USA nel Golfo analogamente all'Iraq. E anche se migliorassero le relazioni USA-Iran, mantenere le forze militari in avanguardia nella regione sarebbe un elemento essenziale nella strategia di sicurezza degli USA, visti gli interessi americani di lunga data in quelle zone".

## Il contenuto
Il PNAC ha svolto una funzione piuttosto controversa. Alcuni hanno sollevato obiezioni sul fatto che il progetto fosse volto al dominio economico e militare di terra, spazio, e cyberspazio da parte degli Stati Uniti, così da instaurare il predominio americano negli affari globali (pax americana) per il futuro - da qui il termine "Nuovo Secolo Americano" basato sull'idea che il XX secolo fosse stato il secolo americano.
Il sito ufficiale del PNAC indica chiaramente i "propositi fondamentali" del gruppo:
- "la leadership americana è un bene sia per l'America che per il resto del mondo"
- "questa leadership richiede forza militare, energia diplomatica e affidamento a principi morali"
- "troppo pochi leader politici oggi stanno preparando la leadership globale"

Il PNAC ha anche fatto una "dichiarazione di principi" all'atto della fondazione nel 1997:
Mentre il XX secolo volge al termine, gli Stati Uniti restano la prima potenza mondiale. Avendo condotto l'Occidente alla vittoria nella guerra fredda, l'America si trova ora di fronte un'opportunità e una sfida: Gli Stati Uniti avranno la capacità di farsi forti delle conquiste dei decenni trascorsi? Gli Stati Uniti avranno la determinazione per formare un nuovo secolo favorevole ai principi e agli interessi americani?
Il PNAC è a favore di "una politica di forza militare e di chiarezza morale" che include:
- Un significativo incremento della spesa militare degli USA.
- Consolidare i legami con gli alleati degli USA e sfidare i regimi ostili agli interessi e ai valori americani
- Promuovere la causa della libertà politica ed economica al di fuori degli USA
- Preservare ed estendere un assetto internazionale favorevole alla sicurezza, alla prosperità e ai principi degli USA.

## Controversie
Il PNAC è stato al centro di notevoli critiche e controversie, sia fra membri di sinistra, sia di destra. Critici da entrambe le parti dibattono sulla premessa se la leadership mondiale statunitense sia desiderabile per il mondo o anche solo per gli Stati Uniti. Le critiche più aspre al PNAC affermano che rappresenti una preoccupante ambiguità l'agenda imperiale di espansionismo e dominio globale delle forze armate USA. I critici delle relazioni internazionali degli USA guardano con risentimento all'azzardata posizione del PNAC per mantenere la situazione di privilegio degli USA come unica superpotenza mondiale, ed anche come mezzo per realizzare il controverso Nuovo ordine mondiale.
I sostenitori del progetto rispondono che gli obiettivi del PNAC non sono fondamentalmente differenti da altre misure conservatrici di politica estera prese in passato. I conservatori sono stati tradizionalmente a favore di un'America militarmente forte e promuovono posizioni aggressive da intraprendere per il paese quando i suoi interessi sono minacciati. La posizione tradizionale dei conservatori americani è però sempre stata pragmatica, e restia a impegnarsi in conflitti controversi e difficili per ragioni ideologiche, le guerre preferite dai conservatori tradizionali erano brevi e volte a raggiungere uno scopo (anche economico) in tempi brevi, come ad esempio la guerra per costringere l'Iraq a ritirarsi dal Kuwait, mentre le guerre propugnate dai neoconservatori sono più ideologiche, di durata incomparabile, e mescolano vantaggi economici ad obbiettivi "idealistici", (come la diffusione del libero mercato e della democrazia) che erano tradizionalmente obiettivi del partito democratico..

## Critiche alla posizione sull'Iraq
Nel 1998, a seguito della forte riluttanza irachena a cooperare con le ispezioni dell'ONU per gli ordigni nucleari, i membri del PNAC, compresi Donald Rumsfeld e Paul Wolfowitz, scrissero al presidente, Bill Clinton (in carica dal 20 gennaio 1993 al 20 gennaio 2001), spronandolo a rimuovere Saddam Hussein dal potere usando l'influenza diplomatica e politica, e la potenza militare USA. La lettera diceva che Saddam voleva porsi come minaccia agli Stati Uniti, ai suoi alleati nel Medio Oriente e alle risorse di petrolio nella regione se fosse riuscito a ottenere armi di distruzione di massa. La lettera dichiarava anche "la politica americana non può continuare a essere paralizzata da una mal indirizzata insistenza sull'unanimità nel Consiglio di Sicurezza dell'ONU". Si argomentava inoltre che una guerra con l'Iraq sarebbe giustificata dallo spregio di Saddam Hussein per la politica di "contenimento" dell'ONU e per la sua persistente minaccia agli interessi degli Stati Uniti.
Molti critici dell'invasione dell'Iraq guidata dagli USA hanno sostenuto che l'atteggiamento "prepotente" con cui gli USA hanno spinto la comunità internazionale ad appoggiare la guerra in Iraq del 2003, e il fatto che la guerra andò avanti nonostante le riserve di parte di tale comunità, derivi dalla posizione ricoperta da importanti esponenti neo-conservatori nell'amministrazione Bush. Alcuni critici dell'amministrazione Bush considerano la lettera del 1998 al presidente Clinton come una "pistola fumante", che mostra che una seconda Guerra del Golfo era una conclusione prevista. Questi critici vedono nella lettera una prova delle opinioni di Rumsfeld, Wolfowitz e Perle, cinque anni prima dell'invasione dell'Iraq. Rory Bremner, citando la lettera disse "questo è quello che vogliono e basta - cambio di regime -, non Blair, non l'ONU, non Hans Blix, non Francia, Germania, Russia, Cina, non la minaccia del terrorismo, o le riserve arabe, o la mancanza di prove, o le marce per la pace, nemmeno il nostro coraggioso Jack Straw potranno pararsi sulla loro strada." George Monbiot, citando la lettera disse "pretendere che questa battaglia inizi e finisca in Iraq richiede una negazione volontaria del contesto in cui si svolge. Questo contesto è un chiaro tentativo da parte della superpotenza di modellare il mondo su di sé."
Alcuni sostenitori della guerra sostengono che non fu una conclusione prevista, a meno che non si assuma che Saddam Hussein avrebbe continuato nella sua intransigenza e che Francia, Russia, Germania e Cina avrebbero continuato a bloccare l'unanimità al consiglio di sicurezza dell'ONU. Essi rilevano che l'opposizione nel consiglio di sicurezza ONU incoraggiò Saddam nella sua convinzione che tattiche attendiste avrebbero funzionato e che le sanzioni sarebbero infine state tolte. Nel 2003, gli USA guidarono un'invasione dell'Iraq, nonostante non fossero riusciti a ottenere una seconda risoluzione del consiglio di sicurezza dell'ONU su tale questione.

## L'amministrazione Bush
Dopo l'elezione del 2000 di George W. Bush, molti membri del PNAC vennero nominati in posti chiave all'interno della nuova amministrazione presidenziale:
| Nome               | Dipartimento                                                                                       | Incarico                                                           | Note |
| ------------------ | -------------------------------------------------------------------------------------------------- | ------------------------------------------------------------------ | --- |
| Elliott Abrams     | Consiglio di sicurezza nazionale                                                                   | Rappresentante per gli affari del Medio Oriente                    | Presidente del centro di etica e politiche pubbliche |
| Richard Armitage   | Dipartimento di stato (2001-2005)                                                                  | Vice segretario di stato                                           | Ha lasciato la carica il 22 febbraio 2005, sostituito da Robert Zoellick. |
| John R. Bolton     | Dipartimento di stato                                                                              | Ambasciatore USA alle Nazioni Unite                                | Servì in precedenza come sottosegretario al controllo degli armamenti e agli affari di sicurezza internazionale nella prima amministrazione di George Bush.                    |
| Dick Cheney        | Amministrazione Bush                                                                               | Vice Presidente                                                    | Fondatore del PNAC |
| Seth Cropsey       | Voice of America                                                                                   | Direttore dell'International Broadcasting Bureau                   | |
| Paula Dobriansky   | Dipartimento di stato                                                                              | Sottosegretario di stato per gli affari globali                    | Fa anche parte della Commissione Trilaterale e del Jewish Institute for National Security Affairs.                                                                             |
| Francis Fukuyama   | Consiglio presidenziale di bioetica                                                                | Membro del consiglio                                               | Professore di economia politica internazionale alla Johns Hopkins University                                                                                                   |
| Bruce Jackson      | Comitato USA sulla NATO                                                                            | Presidente                                                         | |
| Zalmay Khalilzad   | Ambasciata statunitense in Afghanistan a Kabul                                                     | Ambasciatore                                                       | |
| Lewis Libby        | Amministrazione Bush                                                                               | Capo dello staff del vice presidente                               | Dimessosi nell'ottobre 2005 per il cosiddetto scandalo CIA-gate. Legato ai "falchi" israeliani, è stato un implacabile oppositore del processo di pace in Palestina.           |
| Peter W. Rodman    | Dipartimento della difesa 2000-2005                                                                | Assistente segretario della difesa per la sicurezza internazionale | |
| Donald Rumsfeld    | Dipartimento della difesa                                                                          | Segretario della difesa                                            | Fondatore del PNAC |
| Randy Scheunemann  | Comitato USA sulla NATO, Progetto sulle democrazie transitorie, International Republican Institute | Membro                                                             | Fondatore del Comitato per la liberazione dell'Iraq |
| Paul Wolfowitz     | Banca Mondiale                                                                                     | Presidente                                                         | Vice segretario della difesa, 2001-2005 |
| Dov S. Zakheim     | Dipartimento della difesa                                                                          | Controllore                                                        | Attualmente è vicepresidente della Booz Allen Hamilton. Ha anche cittadinanza israeliana.                                                                                      |
| Robert B. Zoellick | Dipartimento di stato                                                                              | Vice segretario di stato                                           | Ufficio della rappresentanza commerciale degli USA (2001-2005); è membro del Council on Foreign Relations e della Commissione Trilaterale. Vicinissimo ai "falchi" israeliani. |

## Altri membri
- Gary Bauer, ex candidato presidenziale, presidente dell'organizzazione American Values
- William J. Bennett, ex segretario dell'educazione e direttore dell'Ente nazionale per il controllo della droga, cofondatore di Empower America, autore del Book of Virtues
- Ellen Bork, vice direttrice del PNAC, e moglie del mancato candidato di Reagan alla Corte Suprema, Robert Bork
- Rudy Boschwitz
- Jeb Bush, governatore della Florida (fratello di George W. Bush), candidato alle primare delle elezioni presidenziali del 2016 per il Partito Repubblicano
- R. James Woolsey, ex direttore della CIA per Bill Clinton, vicepresidente alla Booz Allen & Hamilton
- Eliot A. Cohen, professore di studi strategici alla Johns Hopkins University
- Thomas Donnelly, direttore delle comunicazioni della Lockheed Martin
- Steve Forbes, multi-miliardario, editore di Forbes Magazine, ex candidato alla presidenza
- Aaron Friedberg, direttore del Centro di Studi Internazionali
- Frank Gaffney, editorialista, condatore del Center for Security Policy
- Reuel Marc Gerecht, direttore della Middle East Initiative
- Fred Ikle, Centro di Studi Strategici e Internazionali
- Donald Kagan, professore di storia greca alla Yale University, editorialista conservatore con vari legami col Dipartimento di stato
- Jeane Kirkpatrick, ex ambasciatore statunitense
- Charles Krauthammer, giornalista e psichiatra
- William Kristol, fondatore e presidente del PNAC, editorialista del Weekly Standard
- Christopher Maletz
- Daniel McKivergan
- Richard Perle, fondatore del PNAC, strettamente legato alla destra israeliana, ex membro della Defense Policy Board
- Norman Podhoretz, Hudson Institute
- Dan Quayle, ex vice presidente degli USA
- Stephen Rosen, Professore di sicurezza Nazionale e affari militari alla Harvard University
- Henry Rowen, ex presidente della Rand Corporation
- Gary Schmitt
- Vin Weber, ex parlamentare, lobbysta, vice presidente di Empower America
- George Weigel, commentatore politico